# Kroatische Berichte
Kroatische Berichte (kroatisch Hrvatska izvješća) war eine deutschsprachige Zeitschrift und gehörte zu einer Reihe von Publikationen der kroatischen Exilliteratur. Sie setzte sich für ein selbständiges Kroatien ein und kritisierte das sozialistische Jugoslawien und den diktatorischen Staatschef Josip Broz Tito (1892–1980). Aufgrund der journalistischen Qualität stand die Zeitschrift im Vergleich zu anderen exilkroatischen Publikationen in hohem Rang. Aufbau und Etablierung der Zeitschrift stehen beispielhaft für eine gewaltlose kroatische Exilorganisation deren Diskreditierung Jugoslawiens auch über den Aufbau von Netzwerken in die deutsche Gesellschaft und Medienlandschaft immer effektiver wurde.

## Geschichte
„Kroatische Berichte“ wurde von der am 20. März 1976 gegründeten Gemeinschaft zur Forschung kroatischer Fragen e. V. (Zajednica za proučavanje hrvatskih pitanja) um deren Präsidenten Dr. Ernest Bauer (1910–1995) in Mainz bzw. später in Vallendar herausgegeben. Die Zeitschrift wurde von einer Redaktionsgemeinschaft redigiert. Chefredakteur war von 1978 bis 1990 der Journalist, Übersetzer und spätere Diplomat Kroatiens Stjepan Šulek (* 1933), der unter dem Pseudonym Krunoslav Sigetić veröffentlichte.

Im Vorwort des ersten Hefts der Zeitschrift wurden die Ziele wie folgt formuliert: 

„Die Zeitschrift wird versuchen, unbekannte Tatsachen zu berichten sowie die wahren Hintergründe der Geschehnisse in Kroatien und Jugoslawien zu erhellen. Die Zeitschrift “Kroatische Berichte” ist parteipolitisch ungebunden; ihre Mitarbeiter verstehen sich als Demokraten, Patrioten und Europäer, deren alleiniges Bemühen es ist, der deutschsprachigen Öffentlichkeit ein besseres Kennenlernen der kroatischen Situation und damit zugleich mehr Objektivität in deren Beurteilung zu ermöglichen.“

Der qualitativ hohe Schreibstil brachte der Zeitschrift in Westdeutschland viel Lob ein und machte sie zur relevanten Informationsquelle für andere Medien (z. B. Bayerischer Rundfunk, Westdeutscher Historikerverband, Geschichte in Wissenschaft und Unterricht). Der Nachdruck war frei. Die Zeitschrift engagierte sich intensiv für eine Unabhängigkeit Kroatiens von Jugoslawien und verschickte Exemplare an diplomatische Vertretungen in ganz Deutschland und Europa, unabhängig von der politischen Ausrichtung der regierenden Parteien und der Staatsform in diesen Ländern. So gingen Exemplare auch an undemokratisch regierte Staaten wie die Sowjetunion, Jugoslawien und die Volksrepublik China. Dadurch konnten erste wichtige Kontakte zu Parlamentariern geknüpft werden.
„Kroatische Berichte“ erschien in späteren Jahren mit Unterstützung ihrer Abonnenten, Spender und des Kroatischen Nationalrats (HNV), über dessen Aktivitäten die Zeitschrift regelmäßig berichtete.

Nach den ersten Mehrparteienwahlen in Kroatien Ende April 1990 und der Konstituierung des frei gewählten kroatischen Parlaments Ende Mai 1990 stellte die Zeitschrift unmittelbar vor dem Zerfall Jugoslawiens das Erscheinen ein, in der Hoffnung das unabhängig gewordene Kroatien könne seine Selbstdarstellung und Repräsentation selbst übernehmen. Das letzte Heft der Zeitschrift enthielt im Vorwort die Feststellung: 

„Die Kroatischen Berichte sind keine Exilzeitschrift mehr. Ab dieser Nummer könnte die Zeitschrift auch in Zagreb erscheinen. Die politische Emigration existiert nicht mehr. Jeder von uns darf in die Heimat. Auch jeder Journalist, Schriftsteller oder Politiker in Kroatien darf jetzt unter seinem vollen Namen in der Zeitschrift schreiben. Das ist eine ungeheuere Befreiung für uns alle, die diese Wende miterleben durften.“

## Erscheinungsverlauf, Format und Preise
Von 1976 bis 1990 erschien die Zeitschrift als Broschur in 15 Jahrgängen mit insgesamt 64 Heftnummern. Bis Jahresende 1981 in der Regel als Zweimonatsschrift im Papierformat DIN A4, ab 1982 in der Regel als Quartalschrift im Buchformat (170 × 240 mm). Ab 1976 lag der Bezugspreis im Jahr bei 18 DM, somit 3 DM je Heft; ab dem Doppelheft Juli/Oktober 1979 (Nr. 4/5 bzw. 20) bis zum letzten Heft im Jahr 1990 bei 5 DM je Heft.

## Mitarbeiter

### Redaktion
- Stjepan Šulek (* 1933; Pseudonym: Krunoslav Sigetić), Chefredakteur 1978–1990
- Ernest Bauer (1910–1995), Redakteur
- Ivona Dončević (1917–2014), Redakteurin[6]
- Ivan Lozo (* 1955), Redakteur
- Vladimir Koretić (1931–1987; Pseudonym: Vlatko Trn), Karikaturist

### Autorenschaft (Auswahl)
- Bruno Bušić (1939–1978)
- Hans-Peter Rullmann (1934–2000)
- Gojko Borić (* 1932; Pseudonym: Hrvoje Vukelić)
- Ivan Babić (1904–1982), ehem. Militär